# 首都医科大学附属北京胸科医院
39°55′20″N 116°38′53″E / 39.92225°N 116.64818°E

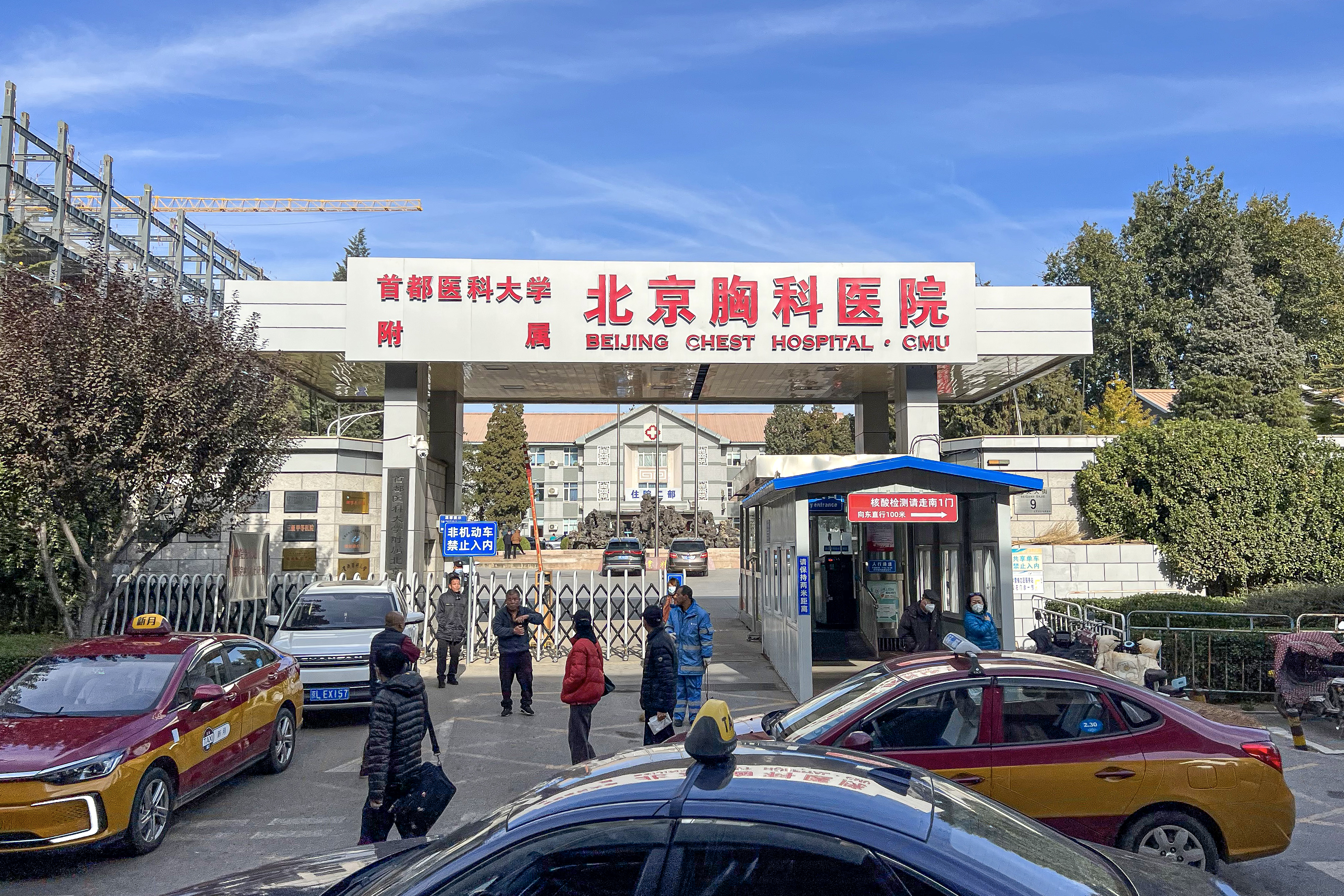
北京胸科医院正门

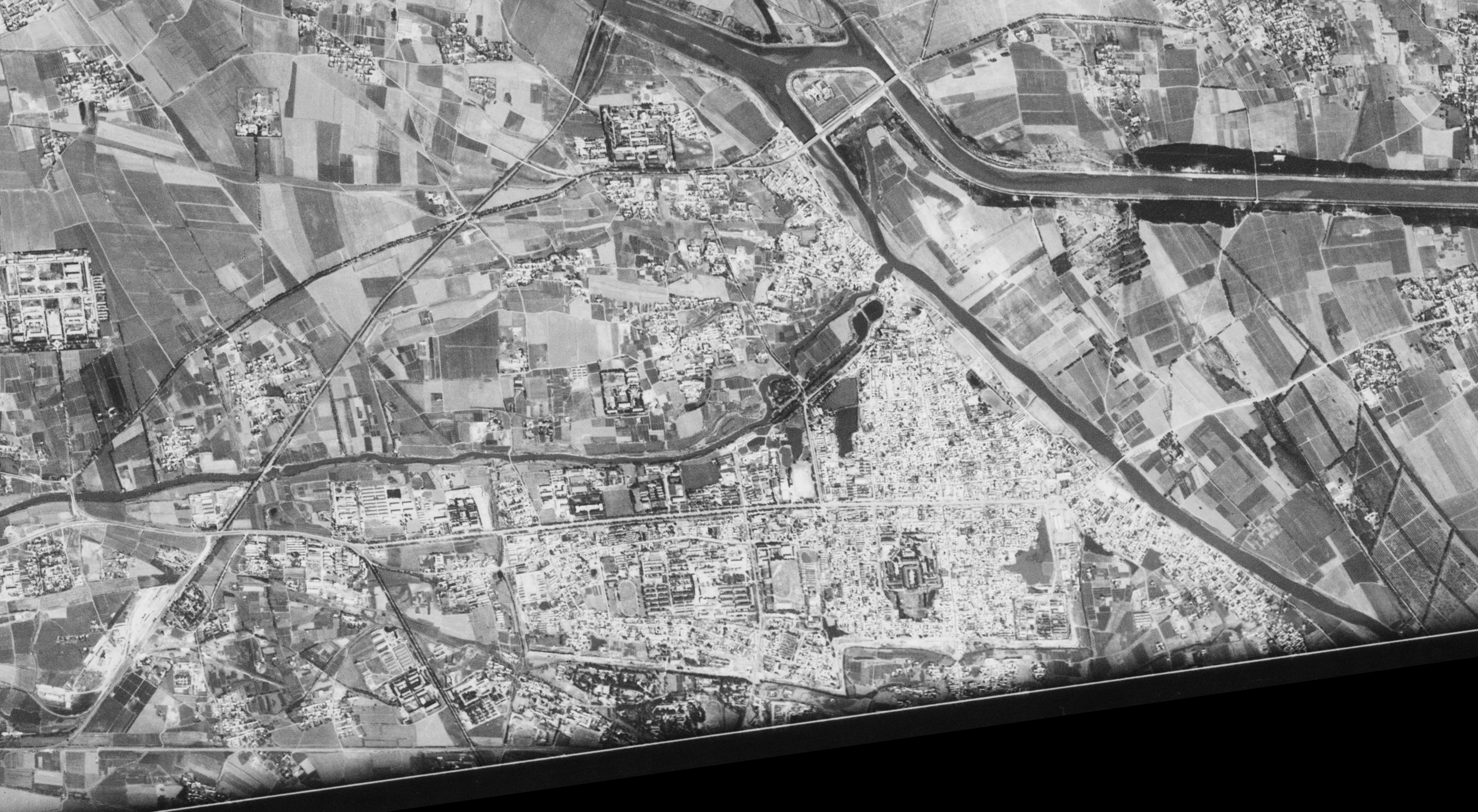
1967年拍摄的卫星照片通州县城及周边的卫星照片。胸科医院在中上，可见其建立在相对独立的空间，距通州县城有一定的距离，附近只有南侧有些民居，另外三面是菜地。

首都医科大学附属北京胸科医院是集医疗、科研、教学、预防为一体的三级甲等专科医院，是首都医科大学第十临床医学院。所院位于通州区北马厂97号，占地面积12万平方米，总体规划床位数900张。医院设有肿瘤科、结核科、胸外科、放疗科、心脏中心、医学影像中心、病理科等临床、医技科室26个，基础研究室8个。
中央直属结核病研究所、中央直属结核病医院创建于1955年，领导是何穆教授等结核病领域专家，目的是为了控制结核病疫情，1956年5月更名为北京市结核病研究所及附属北京结核病医院，研究所于1977年更名为北京市结核病胸部肿瘤研究所。1988年7月更名为北京市结核病胸部肿瘤研究所、北京胸部肿瘤结核病医院。
2007年9月23日更名为北京胸科医院（但邻近的“结研所”这一公交站名直至2021年8月26日才改名为“北京胸科医院”站）。2020年11月，北京胸科医院在院区西南侧开建建筑面积5万平方米医疗综合楼，包括门诊、急诊、体检、住院病房、全院手术中心及部分医技科室等，规划床位500张。